# Brun sumphöna
Brun sumphöna (Zapornia akool) är en asiatisk fågel i familjen rallar inom ordningen tran- och rallfåglar.

## Utseende och läten
Brun sumphöna är en 28 centimeter lång rall enhetligt tecknat i grått och brunt, utan det bandade utseende många av dess släktingar har. Ovansidan är olivbrun, liksom flankerna och undre stjärttäckare. Resten av undersidan är grå. Näbben är grön, benen rosabruna till purpurfärgade. Lätet är en kort melankolisk ton som ljudas vid soluppgång och solnedgång.

## Utbredning och systematik
Brun sumphöna är en asiatisk rall som lever i överväxta kanaler och våtmarker, upp till 800 meter över havet. Den delas in i två underarter:
- Amaurornis akool akool – förekommer i Indien till Bangladesh och västra Myanmar.
- Amaurornis akool coccineipes – förekommer från sydöstra Kina till nordöstra Vietnam.

Tidigare fördes den till släktet Amaurornis, men DNA-studier visar att den endast är avlägset släkt och förs numera släktet Zapornia.

## Ekologi
Arten bebor täta träsk, lundar med Pandanus-palmer, sockerrörsfält, vassbälten utmed floder och bevattningskanaler, upp till 800 meters höjd, eventuellt högre. Den lever av maskar, insekter och insektslarver samt frön från sumpväxter. Arten är som mest aktiv i skymningen.
Brun sumphöna häckar mellan mars och oktober, huvudsakligen maj till augusti. Den lägger fem till sex ägg som ruvas av båda könen.

## Status och hot
Artens population har inte uppskattats och dess populationstrend är okänd, men utbredningsområdet är relativt stort. Internationella naturvårdsunionen IUCN anser inte att den är hotad och placerar den därför i kategorin livskraftig.

## Namn
Bakgrunden till artens vetenskapliga artnamn akool är okänd. William Henry Sykes som beskrev arten nämner ingen förklaring. Möjligen kommer det från den hinduiska mytologin, alternativt singalesiska ordet kukkula för tupprall och rörhöna.

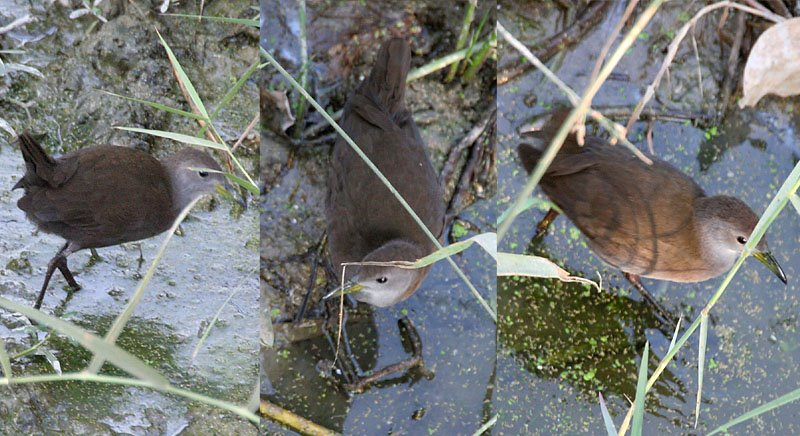